# 武田公夫
武田 公夫（たけだ きみお、1933年 - ）は、日本の経営学者。専門は不動産学。不動産鑑定士。東京出身
1955年、慶應義塾大学法学部卒業。1955年、第一信託銀行入行。1962年、中央信託銀行（現・中央三井信託銀行）入行。その後、同行の不動産鑑定部長や渋谷支店長などを歴任。1981年和光大学経済学部専任講師に就任（不動産評価論担当）。1993年、明海大学不動産学部専任講師（不動産鑑定評価論ほか担当）。1997年、明海大学不動産学部教授・同大学院不動産研究科教授。2003年、明海大学定年退職。2004年、LEC東京リーガルマインド大学総合キャリア学部客員教授。2008年、退職。
この他に、不動産鑑定士第2次試験試験委員(1984年-1985年、1987年-1988年)や、不動産鑑定士第3次試験試験委員(1991年-1992年)を務めた。

## 著書
- 『担保不動産・評価実務ノート』（近代セールス社、1968年）
- 不動産法研究会編『不動産取引（有斐閣選書）』（分担執筆、有斐閣、1970年初版/1989年第8版）
- 『不動産評価の知識（日経文庫 143）』（日本経済新聞社、1970年初版/2002年16版）
- 『不動産担保と価格理論：新評価基準による不動産鑑定の理論と実際』（近代セールス社、1991年）
- 松田佳久, 浜田哲司, 鈴木敦著、武田監修『実践不動産担保物件の調査：Q&A解説方式』（近代セールス社、1997年）
- 丸山英気, 石塚克彦, 上原由起夫, 中城康彦と共著『サスティナブル・コンバージョン：不動産法・制度等からみた課題と20の提言』（プログレス、2004年）